# Politikbyrån
Politikbyrån är ett nyhetsprogram på Sveriges Television som fördjupar sig på ämnet svensk politik. Programmet leds sedan 2024 av Karolina Skoglund som för en diskussion mellan 3 inbjudna experter och/eller journalister om aktuella politiska frågor. 
Fouad Youcefi var programledare när politikbyrån hade sin premiär 5 maj 2021 till slutet av 2022.